# Webster Knob
Der Webster Knob (englisch für Websterknubbel) ist ein markanter und 2500 m hoher Berg des Königin-Maud-Gebirges in der antarktischen Ross Dependency. Er ragt am Kopfende des Strøm-Gletschers aus einem Felssporn auf, der von der Nordostschulter des Mount Fridtjof Nansen abfällt.
Die geologische Mannschaft um Laurence McKinley Gould (1896–1995) bei der ersten Antarktisexpedition (1928–1930) des US-amerikanischen Polarforschers Richard Evelyn Byrd entdeckte ihn im November 1929. Byrd benannte den Berg nach May Webster (1873–1938), einer Sponsorin der Forschungsreise.